# Чудовища (филм, 1963)
„Чудовища“ (на италиански: I mostri) е италианска антология комедия от 1963 година на режисьора Дино Ризи с участието на Виторио Гасман и Уго Тоняци.

## Сюжет
Филмът е разделен на поредица от 20 напълно отделни епизода с обща продължителност от 118 минути; всеки епизод има много различна продължителност и структура от останалите, но всички се отнасят до еднакъв времеви и географски контекст: Рим в началото на 1960-те.
Всички епизоди се въртят около примерни герои, като цяло карикатурни, изиграни от двамата главни актьори, Уго Тоняци и Виторио Гасман, които се появяват редуващи се и заедно, а в различните епизоди към тях могат да се присъединят други актьори (Ландо Буцанка, Франко Кастелани, Мариса Мерлини и малкия Рики Тоняци, който на осемгодишна възраст прави своя дебют като дете актьор в първия епизод на този филм). Някои епизоди са много кратки и имат продължителност и структура на скеч, докато други представят по-сложните конструкции на история.

### Сантиментално образование
Един баща се грижи за образованието и социалната инициатива на своя син в началното училище, прибягвайки до поредица от примери и учения, вдъхновени от абсолютна нечестност и най-пълна липса на уважение към другите. Десет години по-късно самият той ще плати последствията, ограбен и убит от сина си.

### Препоръката
Опитен и снобски актьор се обажда на импресарио, когото познава, за да препоръча скромен театрален актьор, който се е обърнал към него за помощ. По време на телефонния разговор главният герой първоначално емоционално насърчава и защитава нещастния колега, след което, продължавайки разговора, променя отношението си и в крайна сметка докладва друг актьор.

### Чудовището
Двама полицаи с явни физически недостатъци се отдават глупаво и напразно на фотографа, който ги увековечава след залавянето на многократния убиец с прякор „Чудовището“.

### Като баща
Млад съпруг, ревнив и отчаян от многократните вечерни излизания на съпругата си, се втурва посред нощ към къщата на най-добрия си приятел Стефано, за да му довери страховете си относно верността на съпругата му Лучана. Получава уверения, приятелски съвети и покана да се върне у дома спокоен и мирен. В действителност Лучана е точно в спалнята на Стефано, нейния любовник.

### Увлечен в живота
Един режисьор, който лесно може да се припише на Федерико Фелини, иска бедна възрастна дама, отвлечена от персонала, за да я използва, против волята и, в сцена от един от филмите му.

### Бедният войник
Венециански наборник, очевидно наивен и отчаян от убийството на сестра си, проститутка от висока класа, се опитва да продаде тайния дневник на жертвата на римски вестник,  преструвайки се, че не знае за нейната дейност.

### Какъв живот!
Обитател на римски беден квартал, баща на голямо и бедно семейство, се отчайва от икономическите условия, в които се намира и които не му позволяват дори да се грижи за болния си син. Веднага щом излиза от колибата обаче, харчи последните си стотинки, за да отиде на стадиона и да подкрепи любимия си отбор Рома.

### Денят на почетните
Депутат с важна роля, честен и умерен на външен вид, редовен гост на манастир, получава новината, че генерал Оливаци, отговарящ за разследването на продажбата на някаква земя, е на път да му даде досие с огромни доказателства за измама, която се извършва срещу държавата. Уважаемият член изчаква генерала и излиза да се занимава с множество маловажни ангажименти, за да избегне интервюто и да попречи на досието да му бъде доставено навреме. След това старшият офицер ще бъде „награден“ от почетния член с пенсиониране.

### Любителите на латино
Млади и съблазнителни италиански и чуждестранни къпещи се, Гасман и Тоняци се припичат на слънце в компанията на привлекателно момиче, седнало в средата. След като тя се отдалечи, двамата протягат ръце, сякаш се опитват да я докоснат, за да се окажат - повече или по-малко несъзнателно - ръка за ръка.

### Свидетел доброволец
Адвокатът Д'Аморе, опитен и безскрупулен, защитава мъж, обвинен в убийство. Свидетелят Пилад Фиораванти се появява, воден от чувство за дълг, иска да даде показания от фундаментална важност. Отделяйки време за разследване, адвокатът разкрива поредица от недостатъци в миналото и настоящето на Фиораванти, дискредитирайки го до точката на обезсилване на показанията му с официално порицание от страна на съдията.

### Двете сирачета
Двама улични музиканти, единият от които е сляп, просят на стъпалата на базиликата Свети Петър и Павел, когато срещат хирург специалист по очни болести, който от своя страна обяснява на зрящия просяк, че може да помогне на слепия му приятел безплатно. С риск да загуби източника си на препитание, той благодари на лекаря и призовава неосъзналия слепец да се преместят другаде.

### Засадата
Ревностен агент дебне от засада клиенти на павилион за вестници, които, пренебрегвайки забраната за паркиране, спират колата си, за да си купят вестника.

### Принесените в жертва
Женен мъж, възползвайки се от ораторското си умение, убеждава любимата си да го напусне, като й говори за жертва за него и за бременната му съпруга. Така мъжът може да се посвети на друга любовница.

### Вернисаж
Семеен мъж подписва последната си менителница за закупуване на дългоочаквания Fiat 600, щастлив да гарантира комфорт и благополучие на своите близки. Веднага щом напуска салона, той отива в Lungotevere, за да вземе проститутка.

### Музата
Журито на литературен конкурс се поддава на упоритото настояване и подробни мотиви на своя председател и присъжда първата награда на неизвестен и слабо талантлив автор, който се оказва любовник на президента.

### Нека забравата се спусне
По време на прожекцията на филм за Втората световна война, зрител и съпругата му стават свидетели на сцената на нацистка репресия, интересуват се от стената за екзекуции и мислят да построят подобна в селската си вила.

### Пътят принадлежи на всички
Мъж пресичайки пешаходна пътека яростно предупреждава шофьорите да внимават и да уважават пешеходците, а след това той де държи безскрупулно и опасно след като сяда зад волана.

### Опиумът на народа
Млада и привлекателна съпруга посреща любовника си в дома си, докато съпругът й е погълнат от гледането на завладяващ филм, дотолкова, че той напълно игнорира присъствието на своя съперник.

### Завещанието на Франциск
Мъж с много добре поддържан външен вид и изискан език седи в гримьорната на телевизионно студио и измъчва гримьора, като настоява с разговорливи претексти непрекъснати корекции на грима му. Веднъж в ефир, той ще бъде открит като монах, който възнамерява да проповядва срещу суетата в религиозна рубрика.

### Благородното изкуство
Гуарначи, организатор на боксови мачове, се опитва да възобнови дейността си, като организира неравностойна среща между шампиона на момента и Артемио Алтидори, боксьор, който е бит и пенсиониран преди години. Измамен от ласкателството, Алтидори се съгласява да се върне на ринга, но скоро се озовава на земята, въпреки че оцелява в първия рунд, за да получи заплащане, но получава трайно психофизическо увреждане.

## В ролите
| Изпълнител     | Роля  |
| -------------- | ----- |
| Виторио Гасман |       |
| Уго Тоняци     | [ 3 ] |